# Barrière et Compagnie
Barrière et Compagnie est un constructeur automobile français.

## Production

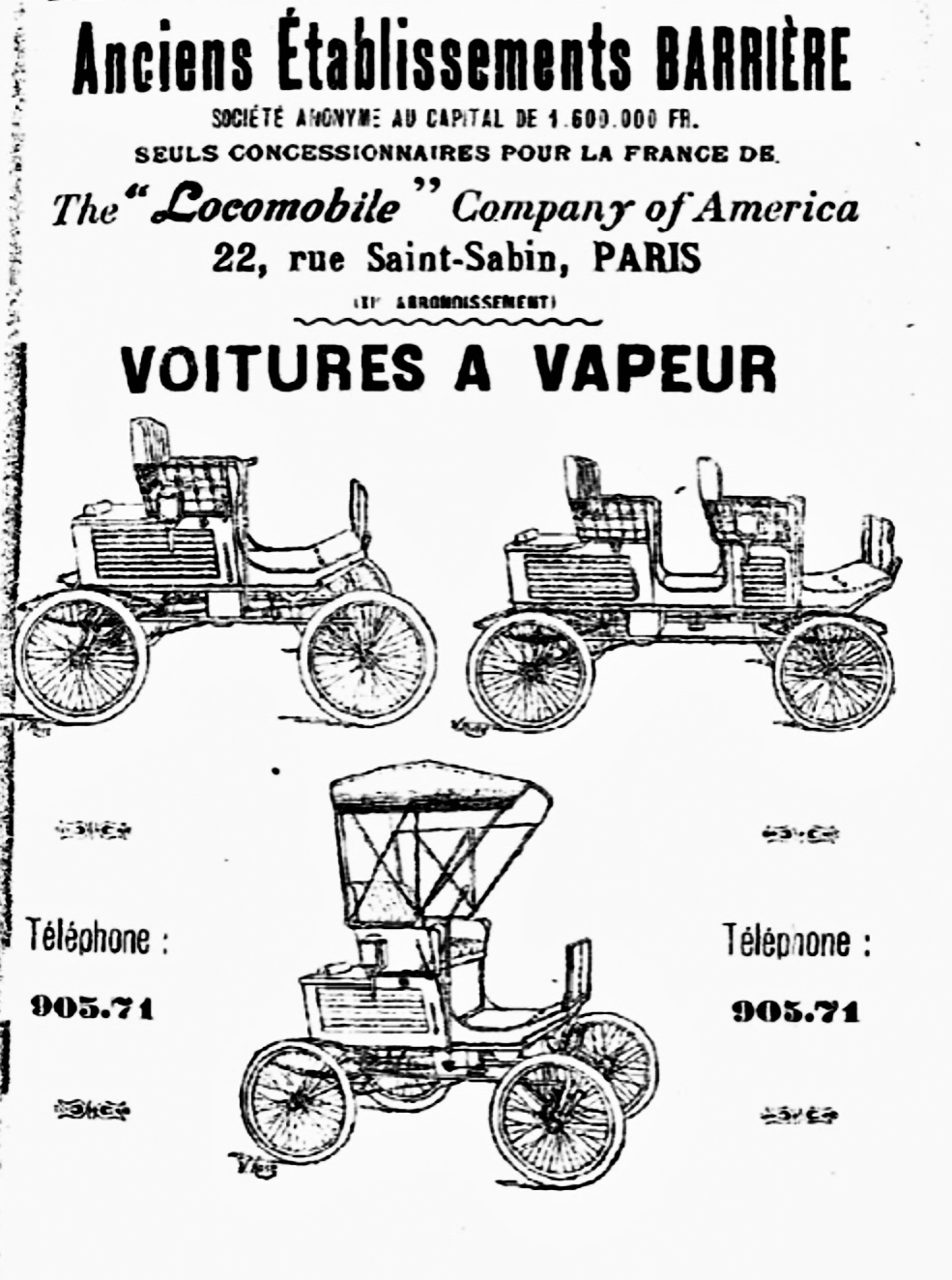
Barrière (1900).

L’entreprise basée à Paris a commencé à produire des automobiles en 1898. Le nom de la marque était Barrière,. L’usine était située au 22 Rue Saint-Martin (Paris) . 
Les automobiles étaient des tricycles. Ils offraient de la place pour une ou deux personnes. L’entraînement était assuré par un moteur à essence de 2 HP de puissance.
La production s’est terminée en 1900. En 1900, elle s’installe au 22 Rue Saint-Sabin. À partir de 1900, l’entreprise reprend la distribution des véhicules du constructeur américain Locomobile Company of America.